# Topana aurigera
Topana aurigera är en insektsart som först beskrevs av Rehn, J.A.G. 1918.  Topana aurigera ingår i släktet Topana och familjen vårtbitare. Inga underarter finns listade i Catalogue of Life.